# Dé Kessler
Johann Heinrich Hermann „Dé“ Kessler (* 11. August 1891 in Garoet, Niederländisch-Indien; † 6. September 1943 in Bilthoven; auch Deetje Kessler) war ein niederländischer Fußballspieler, der von 1909 bis 1922 in der niederländischen Nationalmannschaft spielte. Neben seiner Spielerkarriere studierte er Rechtswissenschaft und schloss als Meester in de rechten (ähnlich dem Master of Law) und mit einer Promotion ab.

## Fußballkarriere

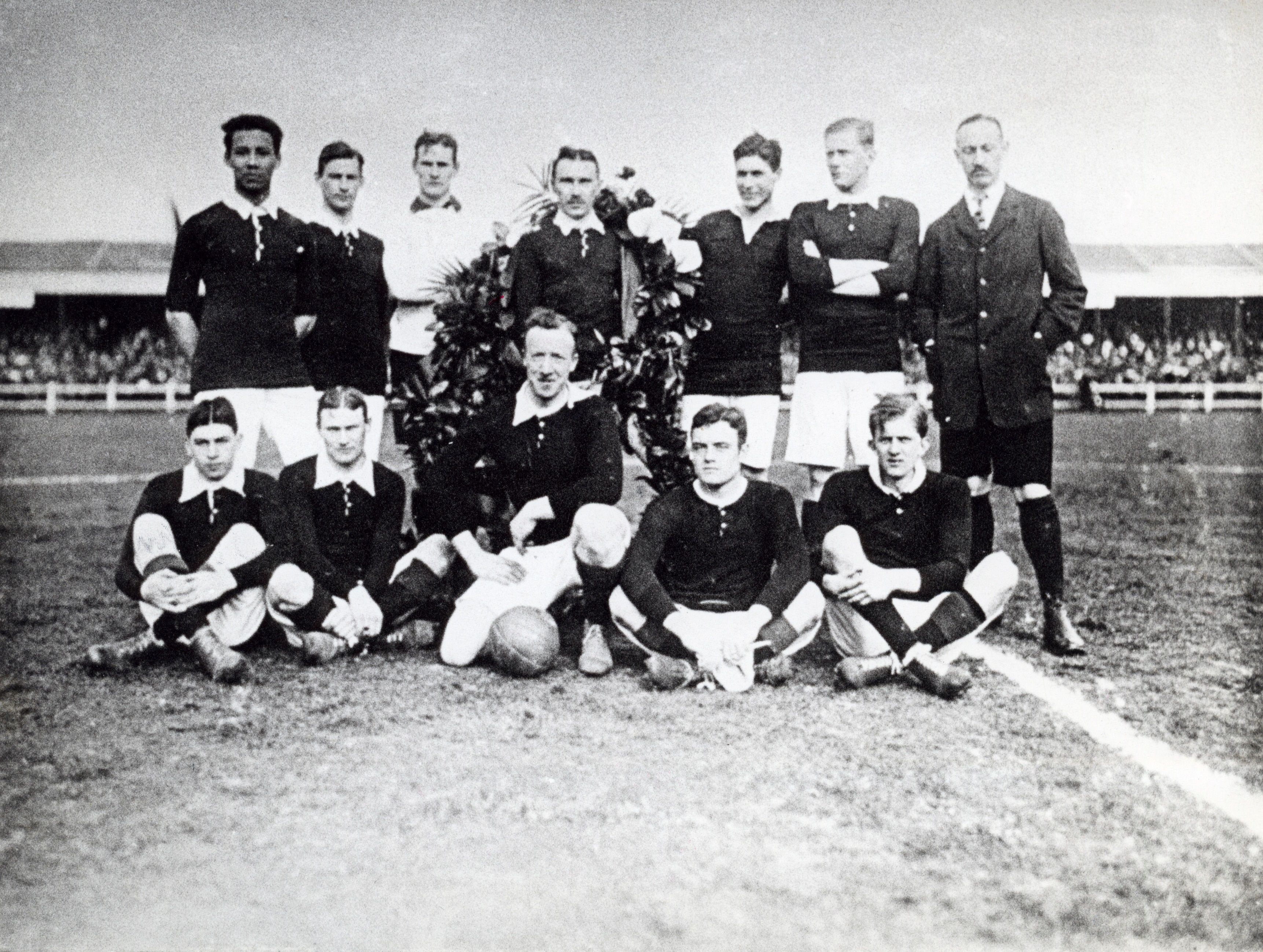
Die niederländische Nationalelf vom 24. März 1913 mit Dé Kessler (vorne rechts)

Der Angriffsspieler, meist als Mittelstürmer eingesetzt, spielte wie sein Bruder Tonny und seine Vettern Boelie und Dolf für den HVV Den Haag. Dé Kessler machte am 6. Oktober 1907 sein erstes Spiel für den HVV, mit dem er 1910 und 1914 Niederländischer Meister wurde. Bis zu seinem letzten Match am 11. März 1923 erzielte er für die Haager in 287 Spielen 184 Tore.
Am 21. März 1909 wurde der 17-Jährige, gemeinsam mit seinen erfahreneren Vereinskameraden Karel Heijting, Guus Lutjens und Mannschaftskapitän Miel Mundt, erstmals in den Kader der Nederlands Elftal berufen. Bei seinem Debüt steuerte er in Antwerpen gegen Belgien den zweiten Treffer zum 4:1-Sieg seines Teams bei. Kessler ist damit noch hundert Jahre später der viertjüngste Debütant und der zweitjüngste Torschütze der Nationalelf.
Er machte bis April 1910 sechs Länderspiele mit, das letzte beim 4:2-Sieg gegen die Mannschaft aus dem Deutschen Reich, worauf eine dreijährige Auszeit folgte. Erst fünfzehn Länderspiele später gab er am 24. März 1913 sein Comeback, beim historischen ersten Sieg gegen Englands Amateure. Bis zum 7. Mai 1922, als er erneut gegen Belgien zu seinem letzten Einsatz in Oranje kam, bestritt er insgesamt 21 Länderspiele und erzielte dabei neun Tore, konnte allerdings weder an den Olympischen Spielen 1912 noch an denen von 1920 teilnehmen. Achtmal stand Dé Kessler als Kapitän der Mannschaft auf dem Platz.